# Thelocactus
Genre
Classification phylogénétique
Synonymes
- Hamatocactus Britton & Rose
- Thelomastus Fric

Thelocactus est un genre de cactus.

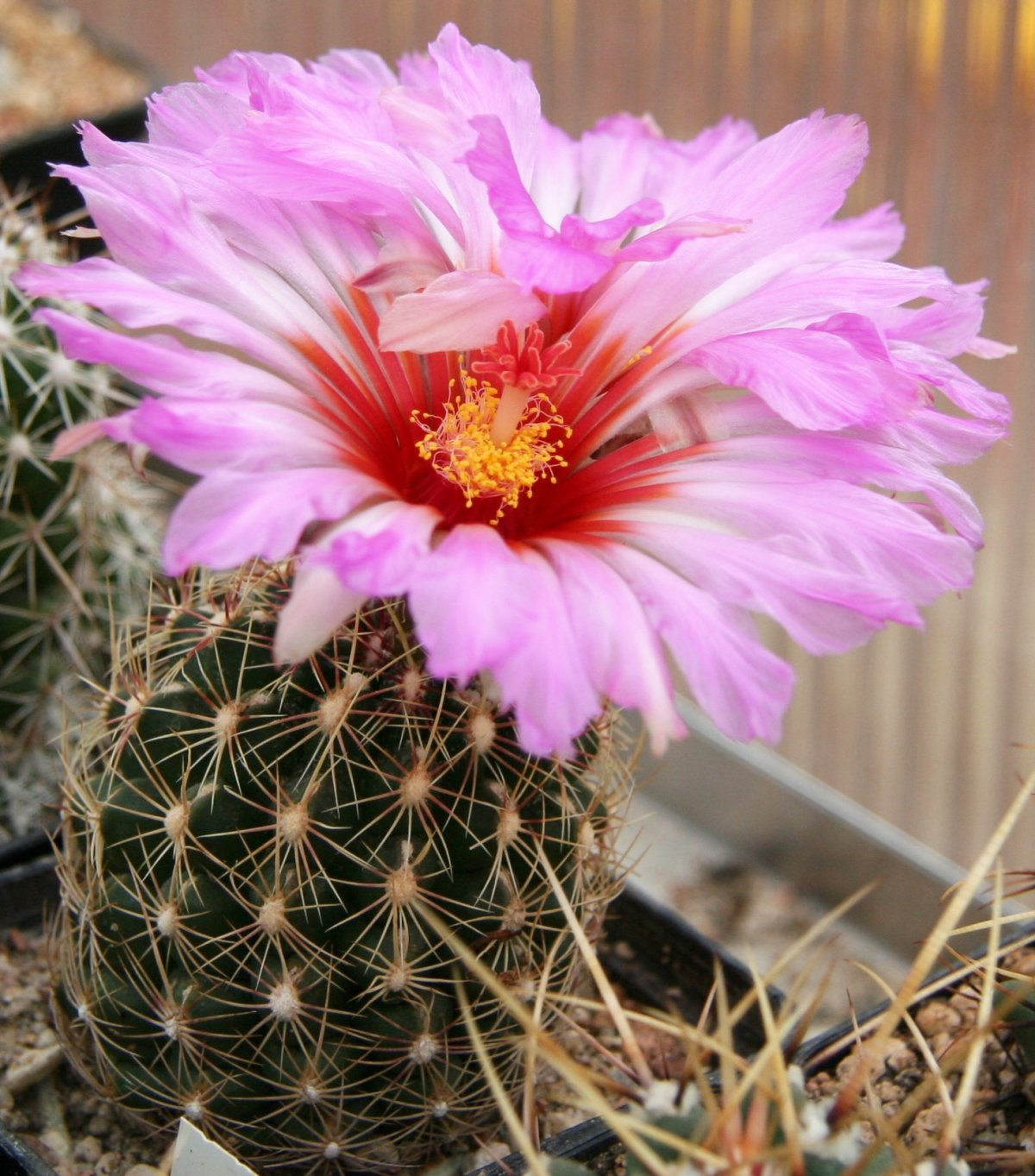
Thelocactus schwarzii

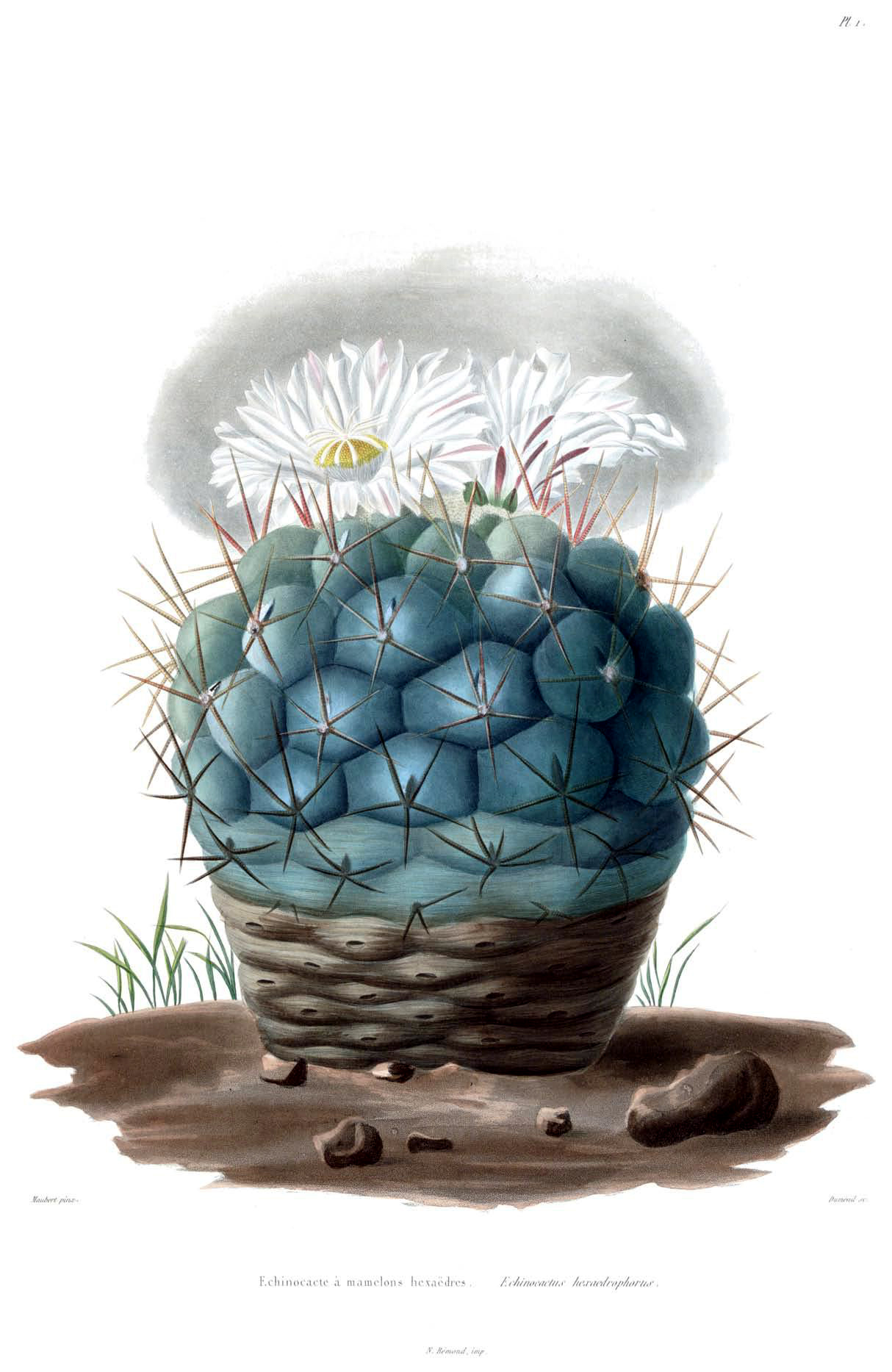
Thelocactus hexaedrophorus

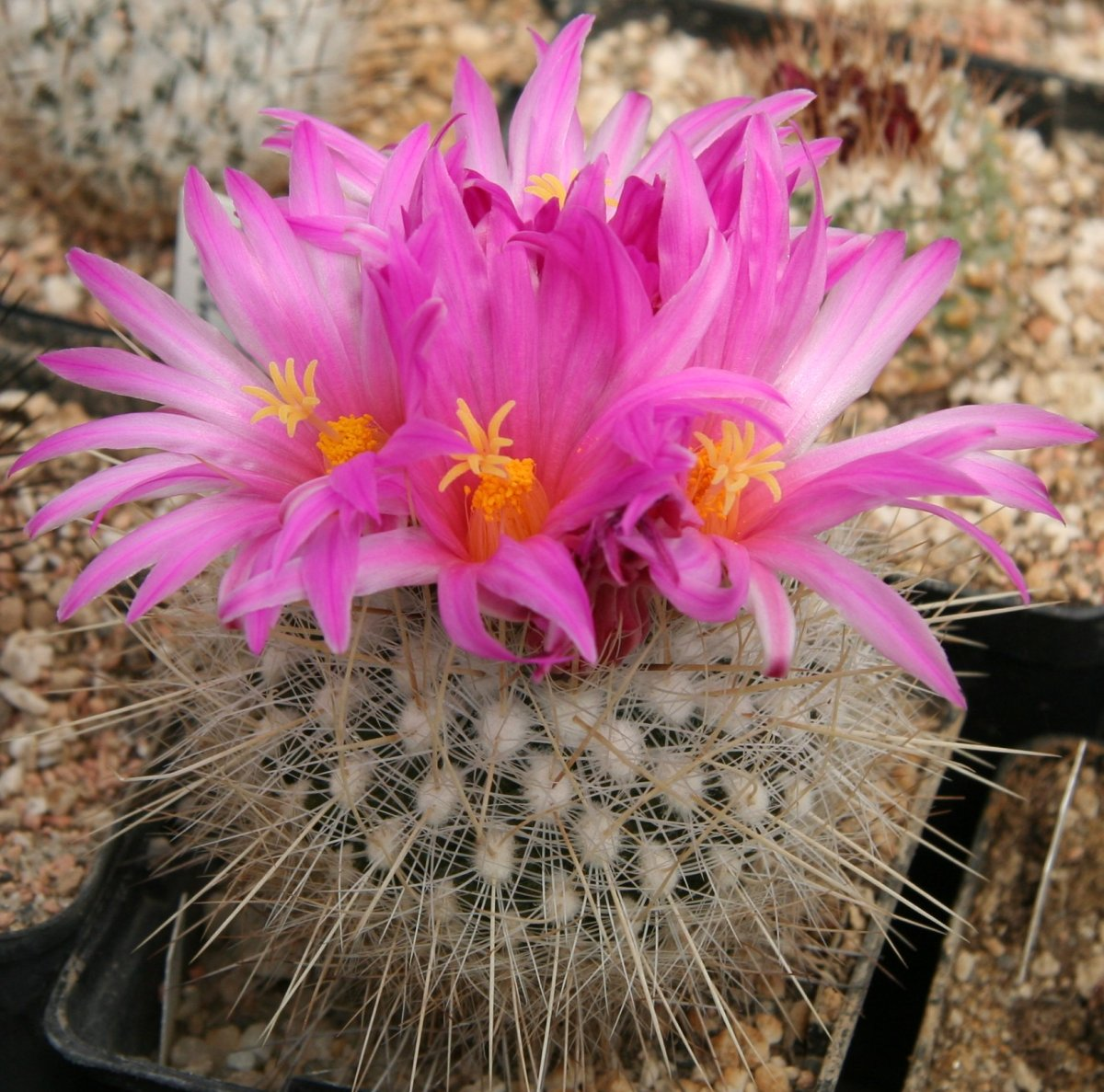
Thelocactus macdowellii

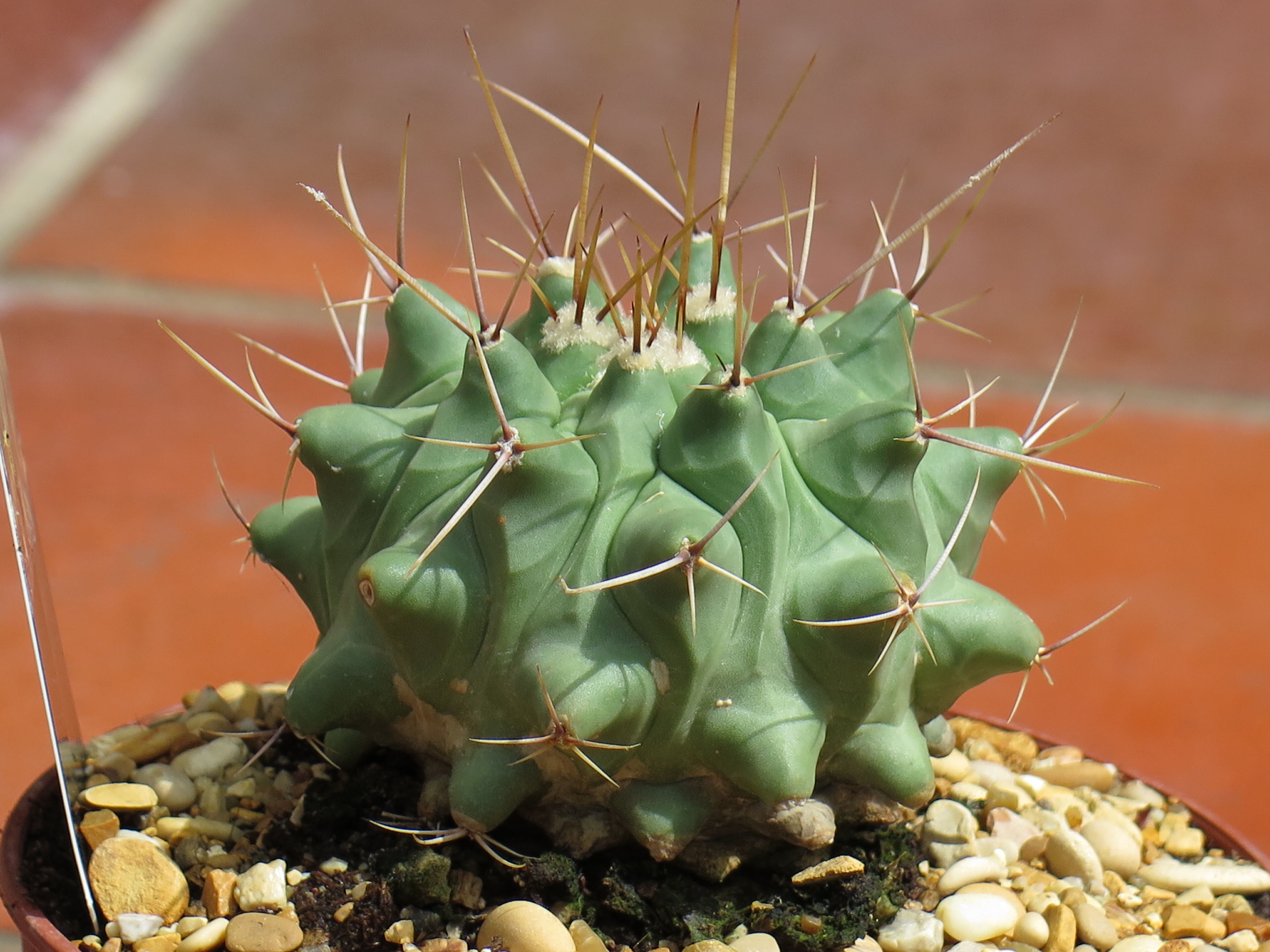
Thelocactus rinconensis

Le nom vient du grec « Thelo » qui signifie « mamelon », ou « verrue », en raison de la forme des côtes constituées de mamelons rapprochés.
Le genre est originaire des zones arides allant du sud du Texas au centre du Mexique.

## Description
La plante, de couleur vert glauque, a une forme sphérique au début de sa croissance puis prend une forme colonnaire ou cylindrique par la suite. Elle peut mesurer jusqu'à 25 cm.
Les côtes sont bien marquées et parfois disposées en spirale. Il y a de 8 à 20 côtes portant des tubercules angulaires ou hexagonaux, parfois difficiles à distinguer. Elles portent des aréoles arrondies portant jusqu'à une vingtaine d'épines rayonnantes et arquées, de couleur blanches, jaunes ou rougeâtres. Les épines font en général 1,5 cm de long, mais l'épine centrale est plus forte et atteint de 2,5 à 7,5 cm de long.
C'est généralement une plante solitaire même si chez certaines espèces, la production de rejets lui donne un port buissonnant.
La floraison est nocturne. Les fleurs, de grande taille (jusqu'à 7,5 cm), en forme d'entonnoir, apparaissant sur les aréoles près du sommet de la plante au bout d'un court tube. Elles sont très parfumées, de couleur rouge, rose, blanc ou jaune.

## Répartition
Ce genre se trouve au centre et au nord du Mexique ainsi qu'au Texas.

## Mode de culture
Cette plante a besoin d'une exposition ensoleillée et d'un sol bien drainé. Sa culture est difficile en raison des risques de pourriture. Elle supporte les sols calcaires.
Ce cactus peut se multiplier par semis ou par rejets chez certaines espèces.
En hiver, un repos est nécessaire pour assurer les futures floraisons. Il faut garder la plante au sec et au frais mais avec une température ne descendant pas en dessous de 8 °C.

## Taxonomie
Le genre comprend 17 espèces, dont :
- Thelocactus matudae Sanchez-Mejorada et Lau (1978)
- Thelocactus heterochromus
- Thelocactus schwarzii
- Thelocactus hexaedrophorus (Lem.) Britt. et Rose
- Thelocactus bueckii (Klein) Britt. et Rose
- Thelocactus argenteus
- Thelocactus bicolor  (Gal.) Britt. et Rose
- Thelocactus conothelos Glass et Foster
- Thelocactus leucacanthos (Zucc.) Britt. et Rose, plante pyrophyte.
- Thelocactus nidulans
- Thelocactus tulensis